# Большая мечеть Дурреса
Большая мечеть (алб. Xhamia e Madhe) или Новая мечеть (алб. Xhamia e Re) — мечеть, расположенная в центре города Дуррес в Албании. Он был построен в 1931 году во время правления короля Ахмета Зогу на месте старой мечети османских времен. Мечеть называют Большой мечетью, чтобы отличить ее от Малой мечети — мечети Фатих, которая была построена в XVI веке.

## История
Во времена когда Албания была частью Османской империи на месте сегодняшней мечети была построена старая мечеть. Идея строительства новой мечети исходила от местного муфтия Мустафы Вароши. Финансы на строительство новой мечети были собраны жителями города, в частности Имерам Лушкаджа. Строительство началось в 1931 году. По разным данным мечеть была открыта в 1937, 1938, 1939 и 1940 году. В те времена это была самая большая мечеть в Албании. 
Мечеть была закрыта в 1967 году при диктатуре Энвера Ходжи, а ее минарет был снесен. Большинство других исторических мечетей османской эпохи были разрушены. Здание мечети было переоборудовано в дворец культуры Риния. Постройка снова была повреждена во время землетрясения в 1979 году.
С помощью Международной исламской организации помощи и Всемирной мусульманской лиги мечеть была вновь открыта в 1993 году. Мечеть была реконструирована арабскими ассоциациями в 1994 году, особенно внутри ее поверхности, реконструирована во второй раз в 2003-2005 и 2013 годах. 

## Описание
Большая мечеть расположена в районе № 2 города Дуррес. Её площадь составляет 1319 м² на земельным участком площадью 1776 м². Это мечеть в османском архитектурном стиле с большим куполом и узким минаретом. Был запланирован второй минарет, но так и не был достроен. Внешний вид сохранил оригинальность своей старой постройки.